# Erythroxylum minutifolium
Erythroxylum minutifolium là một loài thực vật có hoa trong họ Erythroxylaceae. Loài này được Griseb. mô tả khoa học đầu tiên năm 1866.